# Ellinwood (Kansas)
Ellinwood es una ciudad ubicada en el de condado de Barton en el estado estadounidense de Kansas. En el año 2010 tenía una población de 2131 habitantes y una densidad poblacional de 761,07 personas por km².

## Geografía
Ellinwood se encuentra ubicada en las coordenadas 38°21′22″N 98°34′51″O / 38.356226, -98.580873 (38.356226, -98.580873).

## Demografía
Según la Oficina del Censo en 2000 los ingresos medios por hogar en la localidad eran de $29,596 y los ingresos medios por familia eran $42,292. Los hombres tenían unos ingresos medios de $29,792 frente a los $19,194 para las mujeres. La renta per cápita para la localidad era de $15,811. Alrededor del 10.0% de la población estaban por debajo del umbral de pobreza.